# C-802
Il missile C-802 (Designazione NATO: CSS-N-8 «Saccade») è un missile superficie-superficie cinese apparentemente derivato dall'Exocet francese, con gittata di circa 100 km e testata di 150 kg, sviluppato a partire dal 1989 ed è la versione da esportazione del missile antinave cinese C801 (YJ-8) dal quale è stato sviluppato e rispetto al quale ha una maggiore gittata.

## Impiego operativo

### Medio Oriente
Hezbollah il 14 luglio 2006 attaccò la corvetta INS Hanit, una nave missilistica israeliana di ultima generazione della classe Sa'ar 5, che rafforzava il blocco navale del Libano durante la guerra del 2006, con quello che si presume sia stato un missile antinave C-802 di fabbricazione cinese.